# Mąkolno (Basse-Silésie)
Pour les articles homonymes, voir Mąkolno.
Mąkolno est une localité polonaise de la gmina de Złoty Stok, située dans le powiat de Ząbkowice Śląskie en voïvodie de Basse-Silésie.